# Iglesia de San Miguel Arcángel (Yurreta)
La iglesia de San Miguel Árcangel de la localidad vizcaína de Yurreta en el País Vasco, España. Es un templo católico dedicado a San Miguel Árcangel. patrón de la localidad. Está formada por un conjunto religioso de dos épocas y estilos diferentes; por un lado la torre barroca construida por Joseph Zuaznabar en 1748 y por otro lado el templo construido por Alexo de Miranda e inaugurado en 1815. 

## Descripción

### Torre
La torre corresponde al modelo de torre-pórtico vasco construida en sillería de arenisca en estilo barroco rococó, con tres cuerpos separados por molduras, y sobre ellos el campanario, ligeramente ochavado, rematado con cúpula y cupulín al cual corona una veleta de hierro. Está decorada con balaustrada, flameros y pináculos. En la puerta de la misma aparece el año de 1748 (algunos textos señalan que se comenzó a construir en 1753 y se terminó en 1782 o 1788). 
En 1833 un rayo daño la cúpula superior que fue reparada por Francisco María de Aguirre. La campana del lado este, así como esa parte de la torre, están dañadas por disparos realizados durante la guerra civil de 1936 ya en ese lugar se ubicó un puesto de vigilancia.

### Templo
El templo, inaugurado el 29 de septiembre de 1815, es obra de Alexo de Miranda que se inspiró en la iglesia de Larrabezúa, obra que Ventura Rodríguez realizó en 1777. Es de planta en cruz griega dispuesta sobre un cuadrado, que a su vez se somete a un rectángulo mayor, y bordeada, en la parte sur y oeste, por un pórtico. La cabecera se remata en exedra y dispone de dos estancias a los lados y otras dos a los pies de la nave. El edificio es muy simétrico y se definen los tramos y la nave mediante columnas cuadradas con capiteles. En los muros hay pilastras de poco resalte y rodeando el edificio una imposta en placa lisa realizada en sillería arenisca dorada y que destaca sobre el enlucido de la pared.
Las bóvedas, todas de arista, están soportadas por arcos de medio punto que se convierten en cañón en los brazos de la cruz y en la cabecera. El coro alto, situado al fondo, fue modificado posteriormente, creando unas exageradas tribunas. 

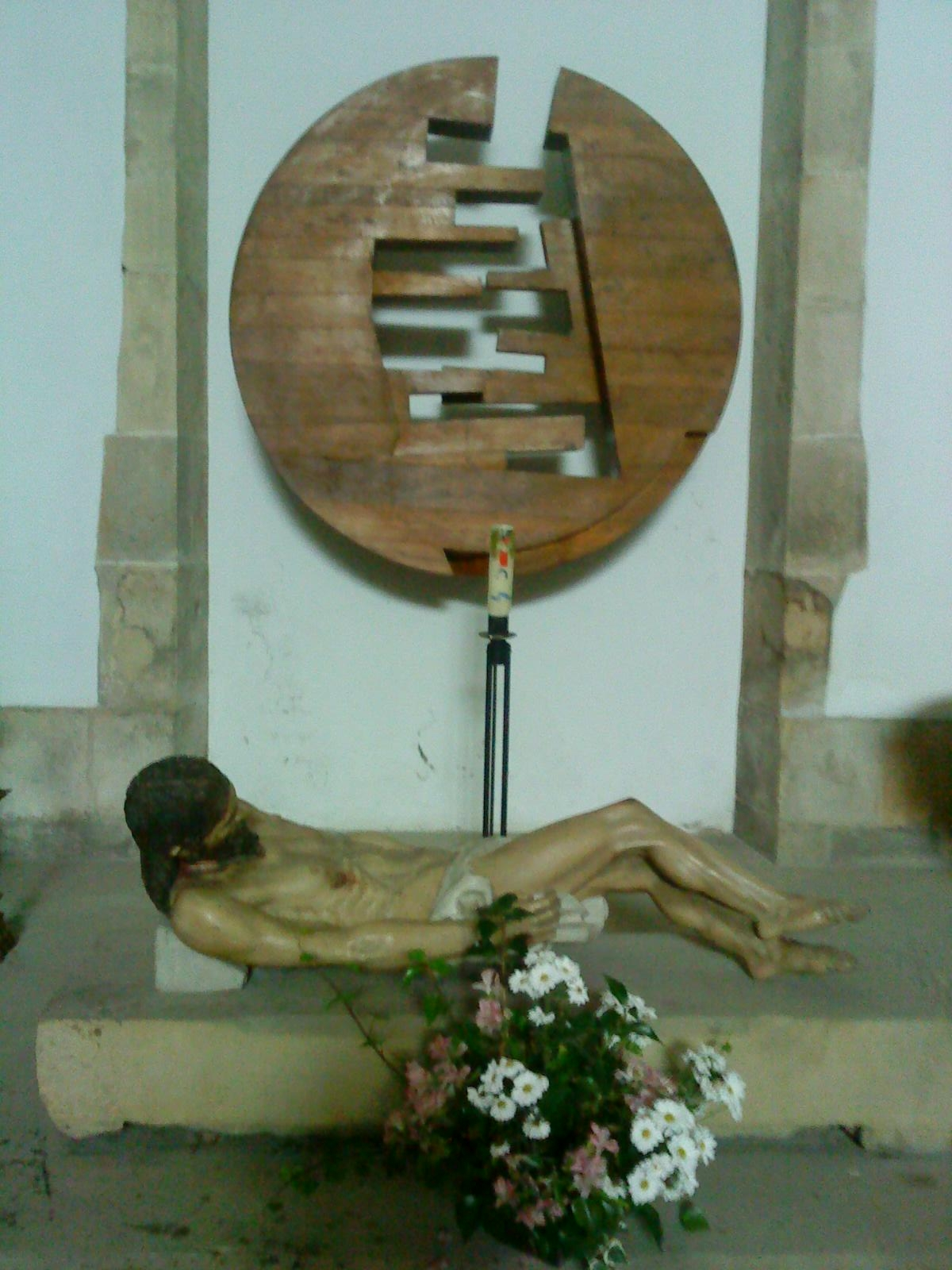
Cristo yaciente de principios del siglo XVII

Las ventana son semicirculares con dos parteluces. El acceso se realiza por el lado de la plaza, abierto al pórtico mediante un vano practicable y adintelado. 
El pórtico es el elemento más interesantes de la construcción, rodea al templo por los lados oeste y sur. Está constituido por una secuencia de arcos de medio punto, siendo el central, sobre el que se alza un pequeño frontón el que cobija el acceso al templo y la escalera la plaza. Está techado con teja.
En el interior destaca un cristo yacente de 1600 siendo la más antigua y de mayor claidad de las vizcaínas y un crucifijo de mediados del XVI. El retablo principal fue donado por un obispo nacido en Yurreta el en 1943 y sustituyó a otro que había sido trasladado de la iglesia del convento de San Agustín de Durango y se llevó a la localidad alavesa de Arcaute. La figura central es San Miguel Arcángel, patrón de la localidad, figura procedente del retablo anterior. En un lateral hay otro retablo contemporáneo de Pablo Cuevas "Aizeoiala".

## Campanas
En el campanario de la  iglesia de San Miguel Arcángel hay cuatro campanas siendo la mayor de ellas la llamada "San Miguel" que tiene un diámetro de 116 cm y un peso de 557 Kg. Esta campana también es la más antigua y fue fundida el año 1742. Durante la guerra civil esta campana junto con otra fueron tiroteadas  cuando las tropas franquista entraron en la localidad en abril de 1937.
San Miguel (1) 
Fecha de fundición: 1896
Fundición:  Ignacio Murua  Vitoria-Gasteiz
Diámetro: 60 cm.
Altura de bronce: 60 cm.
Peso: 125 kg.
Tipo de yugo: Madera.
Toque: Mecánico.
Volteo: Mecánico.
San Miguel (2) 
Fecha de fundición: 1898
Fundición:  Echebaster Hijo  Vitoria-Gasteiz
Diámetro: 62 cm.
Altura de bronce: 64 cm.
Peso: 138 kg.
Tipo de yugo: Madera.
Toque: Mecánico.
Volteo: Mecánico.
San Miguel (3) 
Fecha de fundición: 1742
Fundición:  Desconocido. Artesanal.
Diámetro: 116 cm.
Altura de bronce: 98 cm.
Peso: 903 kg.
Tipo de yugo: Madera.
Toque: Electromazo. Replique.
Volteo: No puede voltear.
Observación: Está tiroteada.
San Miguel (4) 
Fecha de fundición: 1818
Fundición:  Desconocido. Artesanal.
Diámetro: 127 cm.
Altura de bronce: 102 cm.
Peso: 1186 kg.
Tipo de yugo: Madera.
Toque: Replique y manual.
Volteo: No puede voltear.
Observación: Está tiroteada.